# Kithairon
Kithairon (altgriechisch Κιθαιρών Kithairōn, neugriechisch Κιθαιρώνας Kitheronas), heute Elatia, ist der Name eines Gebirges in Griechenland. Seine höchste Erhebung beträgt 1409 m. Hier entspringt der Fluss Asopos.
In der Antike bildete das Kithairon-Gebirge die westliche Grenze zwischen Attika und Böotien, die durch Wachtürme und Kastelle (z. B. Panakton, Drymos, Phyle) befestigt war. In verschiedenen Kulten wurden hier Dionysos, Zeus, Hera und die Nymphen verehrt. Auf dem höchsten Gipfel wurden die Daidalischen Feste gefeiert. Im Süden lag Eleutherai, der mythische Herkunftsort des Dionysos. Am Nordhang des Gebirges ereignete sich die Schlacht von Plataeae.
Das Kithairon-Gebirge ist auch der Schauplatz mehrerer griechischer Mythen: Herakles musste hier Rinder hüten und tötete den Kithaironischen Löwen; Ödipus wurde in diesem Gebirge ausgesetzt; Apollon und Artemis töteten hier die Kinder der Niobe; ferner spielen hier die Mythen von Pentheus, Aktaion und Antiope. Je nach Legende verdankt der Berg seinen Namen dem König Kithairon oder der Kithara des Orpheus, der dort seine Leier zu Ehren des Dionysos anstimmte.
Koordinaten: 38° 11′ N, 23° 15′ O